# Kult Edwarda Śmigłého-Rydze

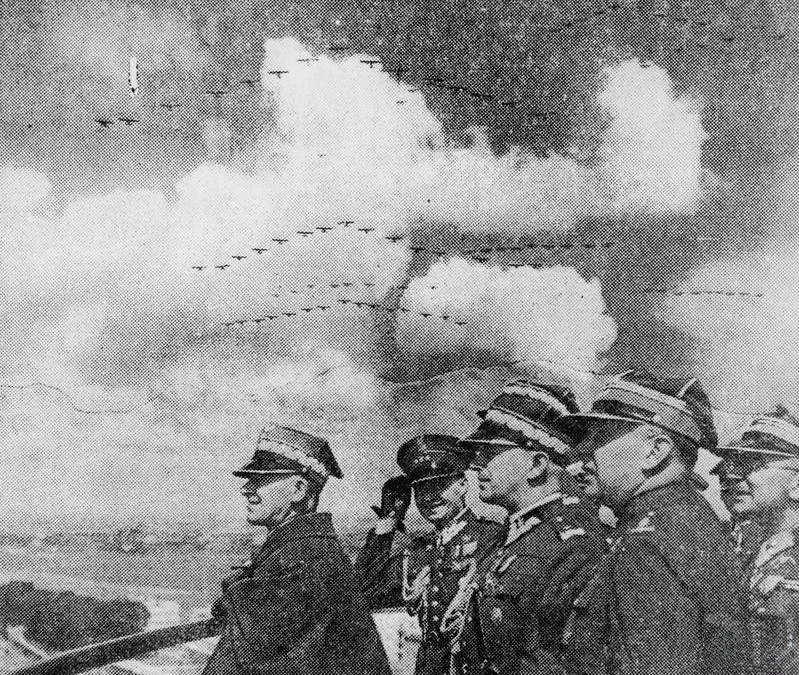
Edward Śmigły-Rydz a jeho generálové - propagandistická fotomontáž z roku 1939, mající za cíl ukázat sílu polského letectva

Kult Edwarda Śmigłého-Rydze (polsky Kult Edwarda Śmigłego-Rydza) byl kult osobnosti budovaný v druhé polské republice okolo osoby generála a později maršála Edwarda Śmigłého-Rydze. Śmigły-Rydz byl představován jako vynikající vojevůdce a politický vůdce celého polského národa, pokračovatel díla Józefa Piłsudského. Byl čestným členem řady organizací, čestným občanem mnoha měst, jeho jménem byly pojmenovávány ulice, objekty a instituce v Polsku. Byl též hrdinou propagandistických literárních děl. 